# خلیفه العابد
خلیفه العابد (انگلیسی: Labid Khalifa؛ زادهٔ ۱ ژانویهٔ ۱۹۵۵) بازیکن سابق فوتبال اهل مراکش است.
وی عضو تیم ملی فوتبال مراکش در جام جهانی فوتبال ۱۹۸۶ بوده است.